# Академии наук в Российской Федерации
Академии наук в Российской Федерации — академии наук, осуществляющие свою деятельность на территории Российской Федерации. В зависимости от их специализации, академии наук принимают участие в организации и координации научной, исследовательской, научно-технической и научно-производственной деятельности научного и инженерного сообществ, а также вносят вклад в подготовку и непрерывное образование научных и инженерных кадров. Деятельность академий наук в Российской Федерации (РФ) регулируется федеральными законами и нормативными правовыми актами субъектов Федерации.
По географии деятельности различают академии наук международного, национального и субнационального уровней. По своему правовому статусу академии наук в Российской Федерации подразделяются на две категории — государственные и общественные. В настоящий момент в РФ функционируют 6 (юридически 4, ещё по факту 2) государственных академий национального уровня, 4 государственные академии субнационального уровня и несколько десятков общественных академий разных уровней.

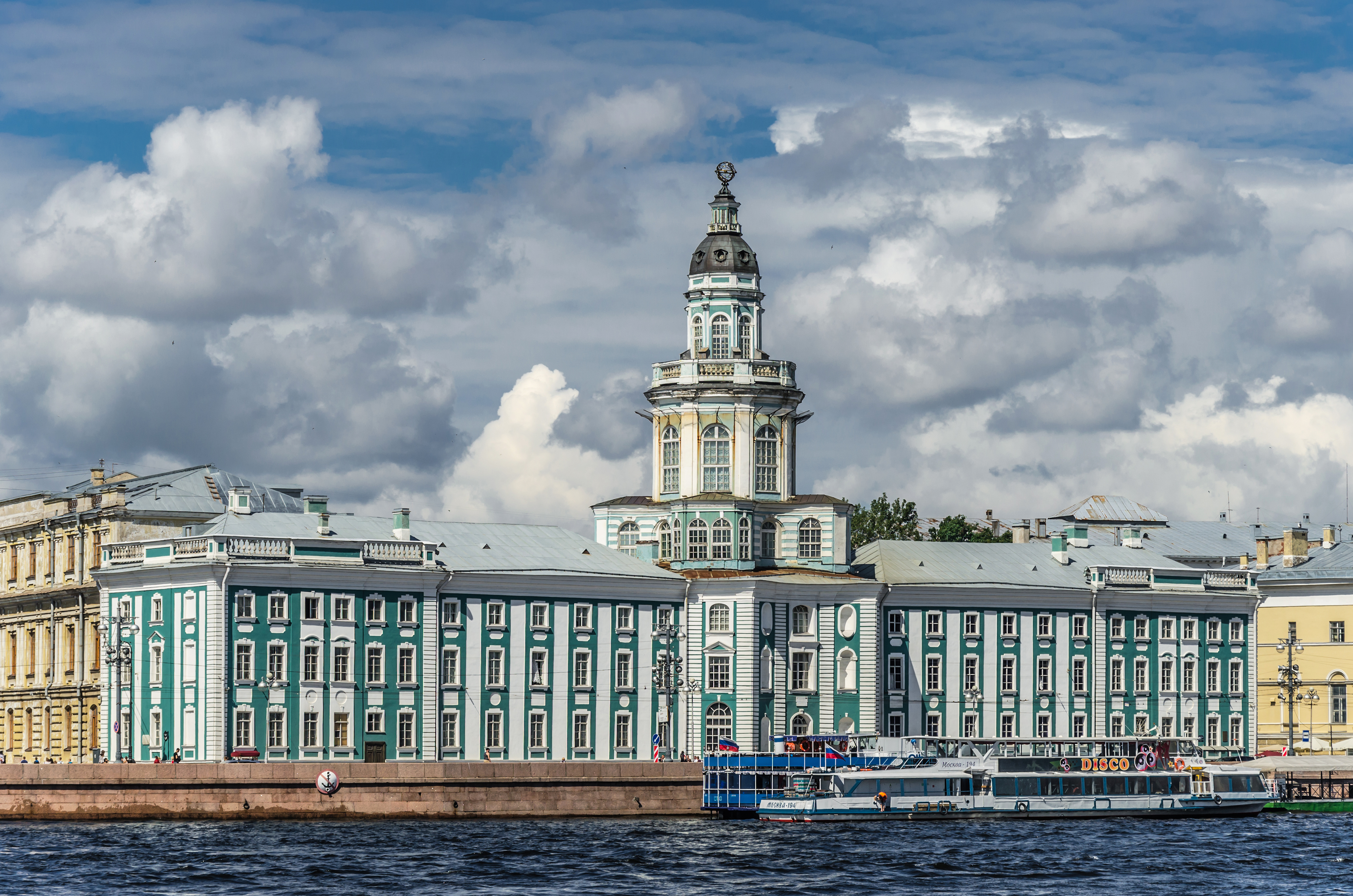
Кунсткамера — эмблема Российской академии наук

## Государственные академии наук в Российской Федерации
На 2019 год в РФ, согласно ст. 6 Федерального закона № 127 «О науке и государственной научно-технической политике», действуют четыре государственные академии наук — некоммерческие организации, которые созданы в форме федеральных государственных бюджетных учреждений. Указанным законом регулируется статус и полномочия трёх государственных академий наук, среди которых Российская академия образования, Российская академия архитектуры и строительных наук и Российская академия художеств (их обычно называют отраслевыми академиями наук), а статус Российской академии наук (РАН) определяется отдельным федеральным законом. Ранее в РФ действовали ещё две государственные отраслевые академии наук — Российская академия медицинских наук и Российская академия сельскохозяйственных наук, которые были в 2013 году влиты в РАН.

### Государственные академии наук национального уровня
Правовой статус, цели, порядок финансирования и отчетности общероссийских государственных академий устанавливаются федеральными законами, которые определяют государственную академию как некоммерческую организацию, которая создана «в форме федерального государственного бюджетного учреждения». Деятельность общероссийских государственных академий наук регулируется законодательством Российской Федерации и уставами этих академий. В Российской Федерации принадлежность научного общества к категории государственных академий наук федерального уровня определяется совокупностью следующих характеристик:
1. Форма. По организационно-правовой форме научное общество в статусе государственной академии наук должно быть некоммерческой организацией, учрежденной Российской Федерацией в форме федерального государственного бюджетного учреждения;
2. Цели. Для государственных академий наук устанавливаются особые цели в рамках государственной научно-технической политики;
3. Полномочия. Научное общество наделяется необходимыми для реализации поставленных перед ним целей особыми полномочиями, правами и обязательствами перед государством;
4. Государственное покровительство. Закон устанавливает особые условия государственного регулирования и участия государства в различных аспектах деятельности государственной академии наук, включая её создание, реорганизацию, ликвидацию, финансирование и отчетность перед главой государства и правительством страны; и
5. Официальное признание. Научное общество должно быть упомянуто по наименованию в соответствующем нормативном правовом акте в качестве государственной академии наук.

Эмблемы общероссийских государственных академий наук
Российская академия наук
Российская академия образования
Российская академия художеств
Российская академия архитектуры и строительных наук

Общероссийские государственные академии наук создаются, реорганизуются и ликвидируются федеральным законом по представлению президента или правительства Российской Федерации. Учредителем и собственником имущества этих академий является российское правительство, которое действует от имени Российской Федерации. Структура академий, порядок деятельности и финансирования подведомственных им организаций определяются уставами академий.
Российская академия наук и другие государственные академии наук национального уровня являются самоуправляемыми организациями, однако их уставы утверждает федеральное правительство по представлению общего собрания соответствующей академии. Правительство Российской Федерации также обладает правом утверждать в должности президентов общероссийских государственных академий наук после их избрания на эту должность общим собранием действительных членов академии.

#### Особенности деятельности общероссийских академий

##### Цели
Основной целью деятельности общероссийских государственных академий наук является участие в координации и проведении фундаментальных научных исследований и поисковых научных исследований в соответствующих их профилю отраслях науки и техники, а также научно-методическая поддержка отраслевых государственных программ и оказание консультативных и экспертных услуг в соответствующих отраслях науки и техники. В дополнение, для Российской академии наук, которая является высшей научной организацией страны, особо оговорены цели, обеспечивающие преемственность и координацию научных исследований по важнейшим направлениям естественных, технических, медицинских, сельскохозяйственных, общественных и гуманитарных наук. Российской академии наук также предписано оказывать экспертную поддержку деятельности органов государственной власти и осуществлять научно-методическое руководство научной и научно-технической деятельностью научных организаций и высших учебных заведений.

##### Полномочия
Высшим органом управления общероссийской государственной академии наук является общее собрание её членов. Собрание принимает устав академии, избирает членов и руководителей академии, а также рассматривает иные определенные уставом вопросы.
Государственные академии обладают правом управления своей деятельностью, правом владения, пользования и распоряжения передаваемым им имуществом, находящимся в федеральной собственности. Они имеют полномочия создавать, реорганизовать и ликвидировать подведомственные организаций, передавать подведомственным организациям в оперативное управление или в хозяйственное ведение федеральное имущество, утверждать их уставы и назначение руководителей. Доходы подведомственных организаций академий поступают в самостоятельное распоряжение этих организаций и учитываются на отдельном балансе. Подведомственные академиям организации имеют право сдавать в аренду без права выкупа временно не используемое ими имущество, в том числе недвижимое, на основании решения соответствующей академии наук по согласованию с федеральным органом исполнительной власти, уполномоченным на управление и распоряжение объектами федеральной собственности. При этом размер арендной платы не должен быть ниже среднего размера коммерческой арендной платы за аналогичные помещения. Доходы от сдачи в аренду имущества, находящегося в федеральной собственности, в полном объёме учитываются в доходах федерального бюджета и используются организациями в качестве источника дополнительного бюджетного финансирования содержания и развития их материально-технической базы.

##### Финансирование
Финансирование общероссийских государственных академий наук осуществляется за счет средств федерального бюджета и иных не запрещенных российским законодательством источников.
Средства федерального бюджета на проведение фундаментальных научных исследований выделяются государственным академиям наук в соответствии с программой фундаментальных научных исследований этих академий. В целях обеспечения стабильности финансирования академий, правительство страны принимает 5-летнюю государственную программу фундаментальных научных исследований. Эта программа включает в себя план проведения исследований, основанный на планах фундаментальных научных исследований академий. В пределах полученного финансирования академии самостоятельно определяют численность работников и систему оплаты их труда, а также основные направления расходования полученных средств.
Правительство Российской Федерации устанавливает оклады за звания действительных членов и членов-корреспондентов государственных академий наук и устанавливает численность их членов.

##### Отчётность
Общероссийские государственные академии наук ежегодно представляют президенту и правительству страны доклады о состоянии фундаментальных наук, прикладных наук в Российской Федерации и о важнейших научных достижениях, полученных российскими учеными; отчеты о своей научно-организационной деятельности, финансово-хозяйственной деятельности; предложения о приоритетных направлениях развития фундаментальных наук, прикладных наук, а также направлениях поисковых исследований.

#### Российская академия наук
Крупнейшим в стране центром в области фундаментальных исследований по проблемам естественных, технических, гуманитарных и общественных наук, направленных на получение новых знаний о законах развития природы, общества и человека, является
- Российская академия наук (РАН).

Будучи высшей научной организацией Российской Федерации, РАН принимает участие в координации фундаментальных научных исследований, выполняемых за счет средств федерального бюджета научными организациями и образовательными учреждениями высшего профессионального образования.
По отраслевому признаку РАН относится к категории академий наук комплексного типа.

#### Отраслевые академии наук
Официально (согласно ныне действующей версии ФЗ № 127 [1996 г.], статья 6, см. также ФЗ № 253 [2013 г.], статья 19), в качестве государственных академий наук общероссийского уровня, кроме РАН, упоминаются три отраслевые академии:
- Российская академия образования (РАО);
- Российская академия архитектуры и строительных наук (РААСН);
- Российская академия художеств (РАХ).

До 2013 года в РФ действовали также Российская академия медицинских наук (РАМН) и Российская академия сельскохозяйственных наук (РАСХН); эти государственные отраслевые академии наук затем были преобразованы путём слияния с РАН.

Эмблема РАРАН

В России имеются ещё две академии, организационный статус которых во многих деталях соответствует государственной отраслевой академии:
- Российская академия ракетных и артиллерийских наук (РАРАН);
- Академия криптографии Российской Федерации (АКРФ);

(это некоммерческие организации в форме федеральных государственных бюджетных учреждений, правительство РФ устанавливает денежную выплату их членам и утверждает численный состав).

### Государственные академии наук субъектов Федерации
Правовой статус и форма государственных академий субнационального уровня определены положениями о государственных научных организациях соответствующих нормативных правовых актов субъектов Российской Федерации. Ныне свои академии наук функционируют в четырёх субъектах РФ:
- Академия наук Республики Башкортостан;
- Академия наук Республики Саха (Якутия);
- Академия наук Республики Татарстан;
- Академия наук Чеченской Республики.

Они учреждены в начале 1990-х годов. Кроме того, с 2014 года существует законопроект, предусматривающий создание Академии наук Республики Ингушетия.
В 1994—2003 годах действовала государственная Национальная академия наук и искусств Чувашской Республики.

### Отделения академий наук иностранных государств
Существует Крымский научный центр Национальной академии наук Украины.

## Общественные академии наук в Российской Федерации
Согласно федеральному законодательству Российской Федерации, общественной академией наук является созданное на добровольной основе общественное объединение научных работников. Основное отличие общественных академий наук от государственных заключается в степени участия государства в их создании, управлении, финансировании и других аспектах деятельности. Общественные академии наук, как правило, независимы от государственных органов, не обязаны отчитываться перед ними о своей научной, хозяйственной и финансовой деятельности (за исключением аспектов налогообложения), а также не имеют перед государственными органами установленных законом обязательств в области научной деятельности. Деятельность общественных академий наук осуществляется в соответствии с их уставами и законодательством страны.
В РФ насчитывается несколько десятков общественных академий, среди них, например, Академия военных наук, Международная инженерная академия, Российская академия естественных наук (РАЕН), Российская академия космонавтики имени К. Э. Циолковского, Российская инженерная академия (РИА), Российская академия художественной критики, Петровская академия наук и искусств.
Влияние общественных академий на научную жизнь в России отличается от влияния государственных академий и, в целом, оно значительно ниже. Членство в РАН или в другой государственной академии несоизмеримо престижнее для учёного, чем в любой из общественных. Однако, среди участников многих общественных объединений есть крупные специалисты, в том числе одновременно являющиеся членами РАН.